# Policijska akademija 4: Građani pozornici
Policijska akademija (engleski izvornik: Police Academy 4: Citizens on Patrol), američka filmska komedija iz 1987. godine. Četvrta iz franšize Policijske akademije.

## Sažetak
Zapovjednik Eric Lassard (George Gaynes) je zaključio da je policija preopterećena i s premalo ljudi te je izašao sa zamisli o novačenju civila dragovoljaca koji će usporedno raditi s na programu "Građani pozornici". 
Carey Mahoney (Steve Guttenberg) i prijatelji Moses Hightower (Bubba Smith), Larvell Jones (Michael Winslow), Eugene Tackleberry (David Graf), Zed (Bobcat Goldthwait), Sweetchuck (Tim Kazurinsky), Laverne Hooks (Marion Ramsey) i Debbie Callahan (Leslie Easterbrook) dobili su zadaću uvježbavati civile. U skupini civila dragovoljaca su ogromni Tommy "House" Conklin (Tab Thacker), gung-ho stariji građanin Lois Feldman (Billie Bird), Tackleberryjev punac te skejterski delinkventi Kyle (David Spade) i Arnie (Brian Backer). Potonje je uhvatio kap. Harris, i sudac je već bio na putu za baciti knjigu na njih kad je uto progovorio Mahoney i rekao sucu neka puste Arnieja i Kylea pridružiti se programu Građana pozornika kao alternativnu kaznu za njih. Sudac se složio i pridružio im se njihov neuspješni odvjetnik Butterworth (Derek McGrath). Kap. Thaddeus Harris (G. W. Bailey) smatra taj program bezumnim, želi da program Građana pozornika propadne i da on preuzme Akademiju.